# فرودگاه صحرایی دیلینگهام
فرودگاه صحرایی دیلینگهام (به انگلیسی: Dillingham Airfield) یک فرودگاه همگانی و نظامی بهره‌برداری هوایی با کد یاتا HDH است که یک باند فرود آسفالت دارد و طول باند آن ۲۷۴۵ متر است. این فرودگاه در کشور ایالات متحده آمریکا قرار دارد و در ارتفاع ۴ متری از سطح دریا واقع شده‌است.